# Бели каски
Белите каски (на арабски: الخوذ البيضاء, القبعات البيضاء), познати официално като Сирийска гражданска защита (на арабски: الدفاع المدني السوري) е доброволческа организация, която действа в контролираната от бунтовници част на Сирия и Турция. Организацията е създадена през 2013 година по време на гражданската война в Сирия и дейността и се състои в медицинска помощ, търсене и спасяване на пострадали по време на бомбардировки, евакуация на цивилни от опасни зони и предоставяне на услуги от първа необходимост. Към април 2018 година организацията твърди, че е спасила над 114 000 живота, като 204 доброволци са загинали по време на процеса. Организацията твърди, че е неутрална в сирийския конфликт.
Белите каски са мишена на атаки и информационна кампания извършвана от поддръжниците на сирийския президент Башар Асад, Русия и медиийни организации като RT. Те твърдят, че организацията поддържа тесни връзки с терористични активности и поддържа бунтовниците във войната. Белите каски са определяни от Башар Асад и неговите поддръжници като Иран и Русия като организация имаща за цел анти-правителствена пропаганда, спонсорирана от Запада.
Организацията е създадена през 2013 година от Джеймс Ле Месурие, който е бивш офицер от разузнаването на британската армия.

## Финансиране
Процесът за създаване на организацията започва през 2012 година и се подкрепя от Великобритания, като страната подкрепя обучението и оборудването на доброволците с 15 милиона паунда от 2012 до 2015 година, а към 2016 година тази сума нараства до 32 милиона паунда. Така в началото на организацията най-големият инвеститор в организацията е британското външно министерство. Допълнителни данни разкриват, че през 2016 година организацията е финансирана от Chemonics – частна организация за оказване на помощ от САЩ. Най-големият инвеститор на организацията през 2016 година обаче е Американската агенция за международно развитие (USAID). Други организации, които финансират Белите каски през 2016 година са Операционна програма мир и стабилност на канадското правителство, датското правителство, немското правителство, японската международна кооперационна агенция (JICA), нидерландското външно министерство и външното министерство на Нова Зеландия.
На 23 септември 2016 година външното министертво на Германия обявява, че парите заделени за Белите каски са нарастнали от 4 на 7 милиона евро.
Американската агенция за международно развитие (USAID) е финансирала Белите каски с 23 милиона долара в периода от 2013 до 2016 година. Тази сума е част от бюджета на USAID в размер на 339,6 милиона долара, който е заделен за подкрепа на активности, насочени към мирен преход на Сирия към демокрация и стабилност. Към 28 февруари 2018 година тази сума нараства на 32 милиона щатски долара. На 3 май 2018 година член на организацията споделя пред американската телевизия CBS, че финансирането идва главно от САЩ. Една трета от бюджета на организацията се състои от американски финанси. На 14 юни 2018 година държавния департамент на САЩ обявява, че американския президент Доналд Тръмп е заделил 6,6 милиона долара за организацията.

## Критики
Според разследващи журналисти и анализатори, Белите каски са се превърнали в мишена на информационна война организирана от руското правителство, сирийското правителство, крайно десни лица и техните поддръжници, които обвиняват организацията, че поддържа страната на бунтовниците във войната, снабдява ги с оръжие и поддържа терористични групи. Тази теза се поддържа и от медийни гиганти като RT и Спутник. Тези твърдения открито се отхвърлят от западни организации и медии като неоснователни.
През юни 2017 е обявено, че член на Белите каски е изключен от организацията, след като е помагал на въоръжени бунтовници при погребването на измъчвaни тела на войници от правителствените сили.
Появява се и видео материал, показващ участие на Белите каски в преместване на тялото на екзекутиран от бунтовниците войник на силите на Башар Асад. Това води до упреци към организацията за съучастие в екзекуции. Лидерът на Белите каски обаче твърди, че това са изолирани инциденти и не представляват достоверно дейността на организацията.